# Гроттолелла
Гроттолелла, Ґроттолелла (італ. Grottolella) — муніципалітет в Італії, у регіоні Кампанія, провінція Авелліно.
Гроттолелла розташована на відстані близько 220 км на південний схід від Рима, 50 км на схід від Неаполя, 7 км на північ від Авелліно.
Населення — 1906 осіб (2014).
Щорічний фестиваль відбувається 1 вересня. Покровитель — Sant'Egidio abate.

## Демографія
Населення за роками:

Станом на 1 січня 2023 року в муніципалітеті офіційно проживали 63 іноземці з 18 країн, серед них 22 громадяни країн Євросоюзу та 5 громадян України.

## Сусідні муніципалітети
- Альтавілла-Ірпіна
- Авелліно
- Каприлья-Ірпіна
- Монтефредане
- Прата-ді-Принчипато-Ультра
- Сант'Анджело-а-Скала